# Аристовул Кириадзис
Аристовул (на гръцки: Αριστόβουλος, Аристовулос) е гръцки духовник, титулярен мадабски архиепископ на Йерусалимската патриаршия.

## Биография
Роден е като Стилианос Кириадзис (Στυλιανός Κυριατζής) в 1970 година. Произхожда от южномакедонското село Ексохи, Гърция. Учи в Патриаршеското училище в Йерусалим. Няколко години е протопсалт на катедралата „Възкресение Христово“ в Йерусалим. Преподава византийска музика в Семинарията в Йерусалим. Няколко години учи в Богословския институт в Шамбези до Женева.
На 15 май е избран от Светия синод на Йерусалимската патриаршия, а на 20 май 2018 година е ръкоположен във „Възкресение Христово“ в Йерусалим за мадабски архиепископ. Ръкополагането е извършено от патриарх Теофил III Йерусалимски в съслужение с митрополитите Кириак Назаретски, Исихий Капитолиадски, Йоаким Еленуполски и от архиепископите Дамаскин Яфенски, Аристарх Константински, Методий Таворски, Теофилакт Йордански, Димитрий Лидийски, Макарий Катарски, Исидор Йераполски и Христофор Кириакуполски. Назначен е за патриаршески епитроп в Мадаба, Йордания и за член на Църковния апелативен съд на Патриаршията.